# Forțele Aeriene Sovietice
Forțele Aeriene Sovietice (în limba rusă Военно-воздушные силы) a fost denumirea unei dintre forțele aeriene ale Uniunii Sovietice în perioada 1918-1991, cealaltă fiind Forțele Aeriene Sovietice de Apărare.
Forțele Aeriene Sovietice s-au format din componentele Forțelor Aeriene Imperiale Ruse în 1917, cel mai mare test fiind cel de-al Doilea Război Mondial, fiind dizolvată în anii 1991-92 odată cu dizolvarea URSS.

## Origini
În data de 20 decembrie 1917 s-a format Colegiul pentru Coordonarea Forțelor Aeriene și ale Armatei. Aceste era comandamentul bolșevic condus inițial de Konstantin Akașev. Odată cu reorganizarea militară de după război în 24 mai 1918 colegiul s-a reconstituit ca Flota Aeriană Roșie a Muncitorilor și Țăranilor (Glavvozduhflot).
În data de 28 martie 1924 a devenit Directoratul Forțelor Aeriene ale URSS, apoi la 1 ianuarie 1925 Forțele Aeriene ale Muncitorilor și Țăranilor.
După crearea statului sovietic s-au făcut multe eforturi pentru modernizarea și creșlterea producției de avioane, sub comanda generalului carismatic Iakov Alksnis.
Producția internă de avioane a crescut semnificativ la începutul anilor 1930 astfel că la sfârșitul deceniului Forțele Aeriene Sovietice au fost în măsură să introducă avioanele de vânătoare Polikarpov I-15 Ciaika  și  Polikarpov I-16 și bombardierele Tupolev SB și Iliușin DB-3.
Unul din primele teste majore pentru Forțele Aeriene Sovietice a fost Războiul Civil Spaniol, unde au luptat unele împotriva celorlalte ultimele realizări sovietice cu cele germane. În prima perioadă Polikarpov I-15 Ciaika s-a dovedit superioară avioanelor din Luftwaffe și a reușit să obțină superioritate aeriană locală oriunde erau trimise. Cu toate acestea statul sovietic a refuzat să trimită avionul în număr suficient și victoriile lor aeriene au fost în curând irosite datorită utilizării lor limitate. Mai târziu a apărut Messerschmitt Bf 109 care erau livrate forțelor naționaliste ale lui Francisco Franco care au asigurat superioritatea aeriană a acestora.
Înfrângerile din Spania au coincis cu începutul Marii Epurări al lui Stalin în rândul conducerii armatei care a afectat semnificativ capacitatea de luptă a Forțelor Aeriene Sovietice aflate într-o dezvoltare rapidă.

## Războiul de Iarnă cu Finlanda
În Războiul Civil din Spania și în luptele împotriva Japoniei în Extremul Orient (Bătălia de la Halhân Gol) a sovieticii au dobândit ceva experiență de luptă.
Cu puțin timp înainte de începerea războiului cu Germania un grup de voluntari sovietici a fost trimiși în China pentru a instrui piloții chinezi pentru continuarea războiului cu japonezii. Cu toate acestea, aceste experiențe s-au dovedit a fi foarte puțin folositoare în Războiul de iarnă împotriva Finlandei în 1939, când zeci de bombardiere și avioane de vânătoare sovietice conduse de piloți lipsiți de experiență au fost doborâte de un număr relativ mic de piloți finlandezi.
Forțele Aeriene Sovietice au trebuit să constate că procedurile de apărare dezvoltate în Războiul Civil Spaniol, cum ar fi zborul în cerc al avioanelor în scop de apărare atunci când sunt atacați nu funcționa bine împotriva finlandezilor, care se angajau în picaj pentru a doborâ adversarii sovietici în număr mare. Efectele Marii Epurări din 1937-1938 privind corpul ofițeresc al Armatei Roșii a jucat, fără îndoială, un rol important în reacția lentă a Forțelor Aeriene Sovietice și conducerea acestuia la noile realități ale luptei aeriene. Forțele Aeriene Sovietice, precum și industria aeronautică sovietică în cele din urmă a învățat din aceste experiențe de luptă, deși nu le-a aplicat înainte de invazia germană a Uniunii Sovietice în 1941.
La 1 ianuarie 1941, cu șase luni înainte de Operațiunea Barbarossa, Forțele aeriene ale Armatei Sovietice a avut un personal de 363.900, reprezentând 8,65% din totalul personalului forțelor militare ale Uniunii Sovietice.

## Al Doilea Război Mondial
Izbucnirea războiului a surprins Forțele Aeriene pe toate planurile: atât din punct de vedere al avioanelor, cât și în ceea ce privește pregătirea piloților.
În primele zile ale Operațiunii Barbarossa Luftwaffe a distrus 2.000 avioane sovietice, cele mai multe dintre ele pe teren, cu o pierdere de doar 35 de avioane (din care 15 nu în timpul luptelor).
Aeronavele principale ale Forțelor Aeriene Sovietice în timpul celui de-al Doilea Război Mondial au fost Iliușin Il-2 „Șturmovik”, monoplan blindat de atac la sol din seria de avioane de vânătoare cu un singur motor proiectat de Aleksandr Sergheevici Yakovlev, serie începută cu Yak-1 și trioul de succesori în multe variante pentru care Il-2 cu o producție de 36.183 de avioane a devenit avionul din care s-au fabricat cele mai multe bucăți, din toate timpurile, cu cele patru variante principale (Yak-1, Yak-3, Yak-7 și Yak-9), avioanele de vânătoare Yak fiind cele mai numeroase, cu un total de 36.716 de avioane, cele două tipuri principale  împreună reprezentând aproximativ jumătate din puterea Forțelor Aeriene Sovietice pentru cea mai mare parte a Marelui Război pentru Apărare a Patriei.
Yak-1 a avut un design modern în 1940 și mai era loc pentru dezvoltare, spre deosebire de Messerschmitt Bf 109 proiectat în 1935, care la acea oră era o construcție matură.
Yak-9 a adus Forțele Aeriene Sovietice la paritate cu Luftwaffe, în cele din urmă permițându-i să obțină până în 1944 superioritate, când mulți piloți al Luftwaffe evitau în mod deliberat lupta cu ultima și cea mai bună variantă numerotat pentru inducere în eroare Yak-3.
Celelalte avioane importante ale Forțelor Aeriene Sovietice erau avioanele de vânătoare Lavocikin, în principal, Lavocikin La-5, și Petliakov Pe-2, bombardiere de atac bimotor și un bombardier mediu de bază, funcțional și versatil, Iliușin Il-4.

## Inventarul Forțelor Aeriene Sovietice în 1990

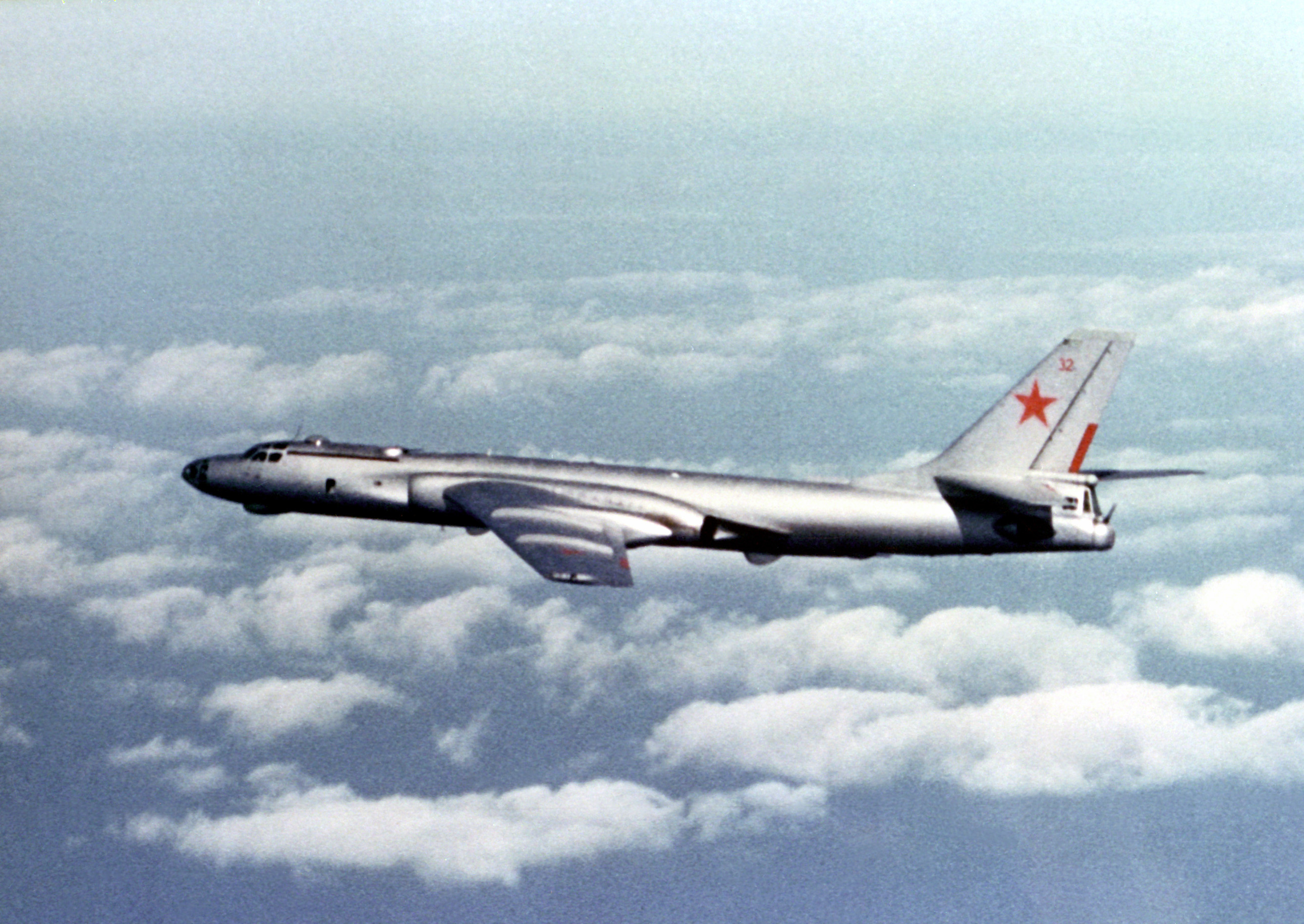
Tu-16

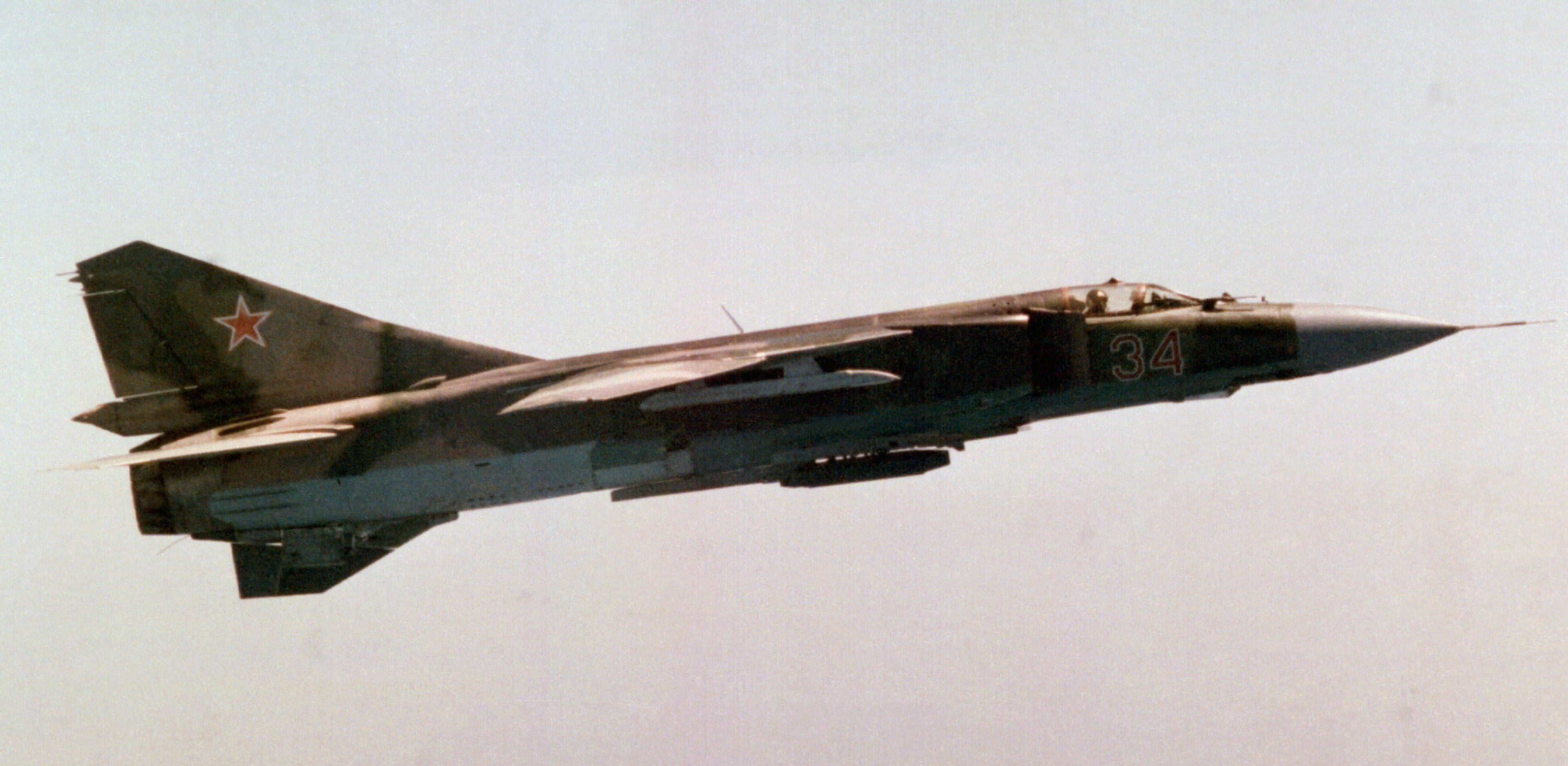
MiG-23MLD (NATO – Flogger K).

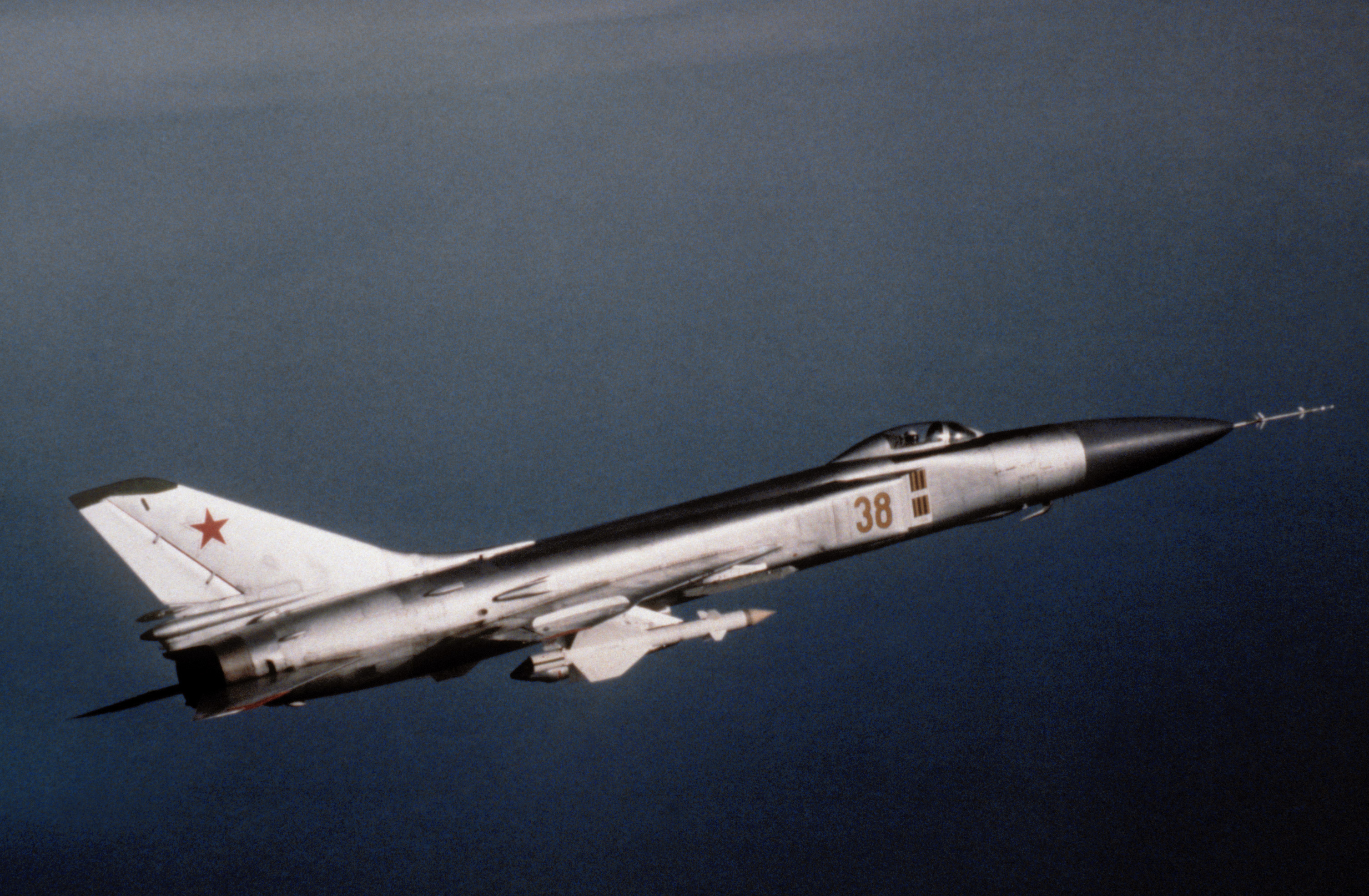
Sukhoi Su-15 (NATO - Flagon)

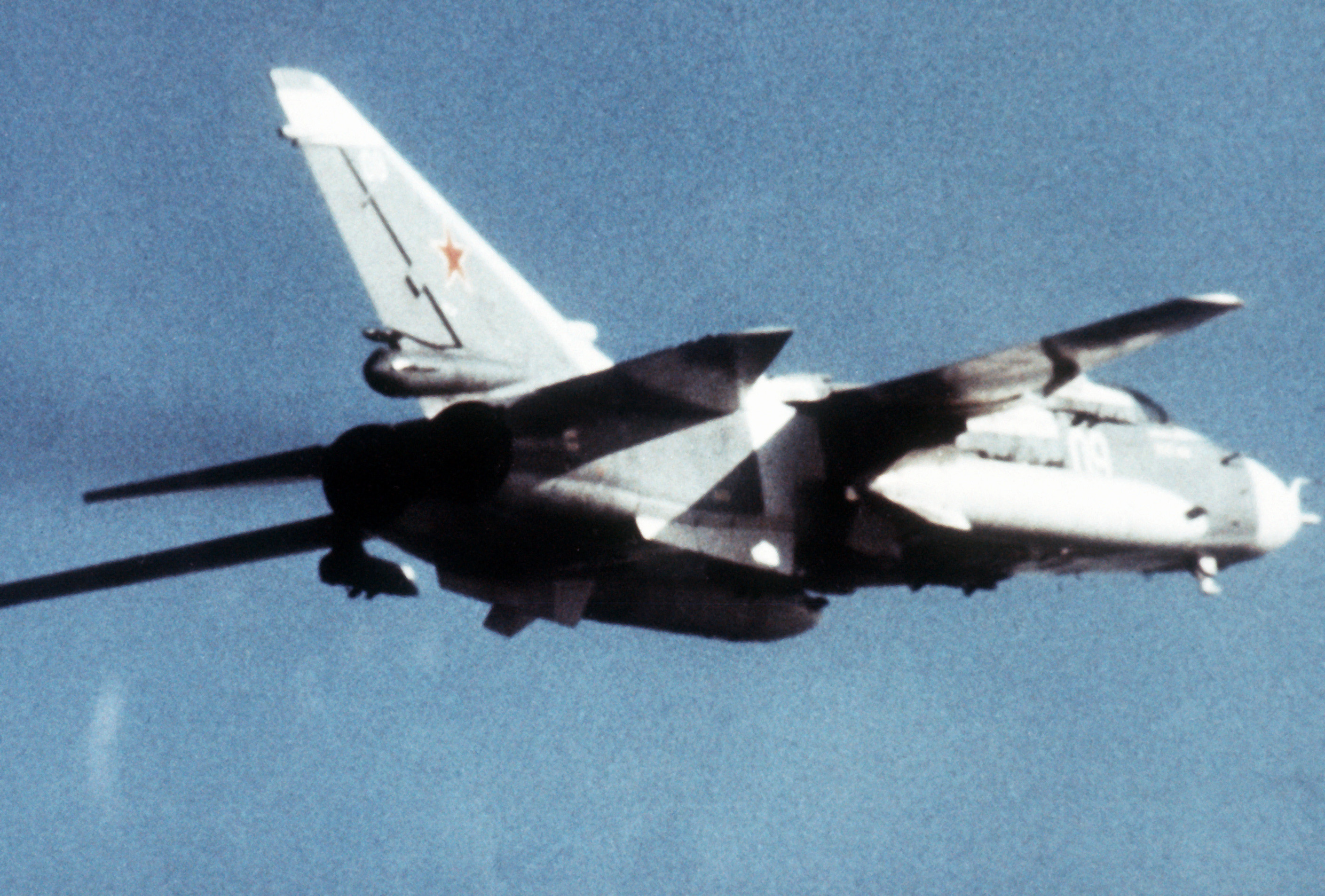
Sukhoi Su-24 avion de atac la sol.

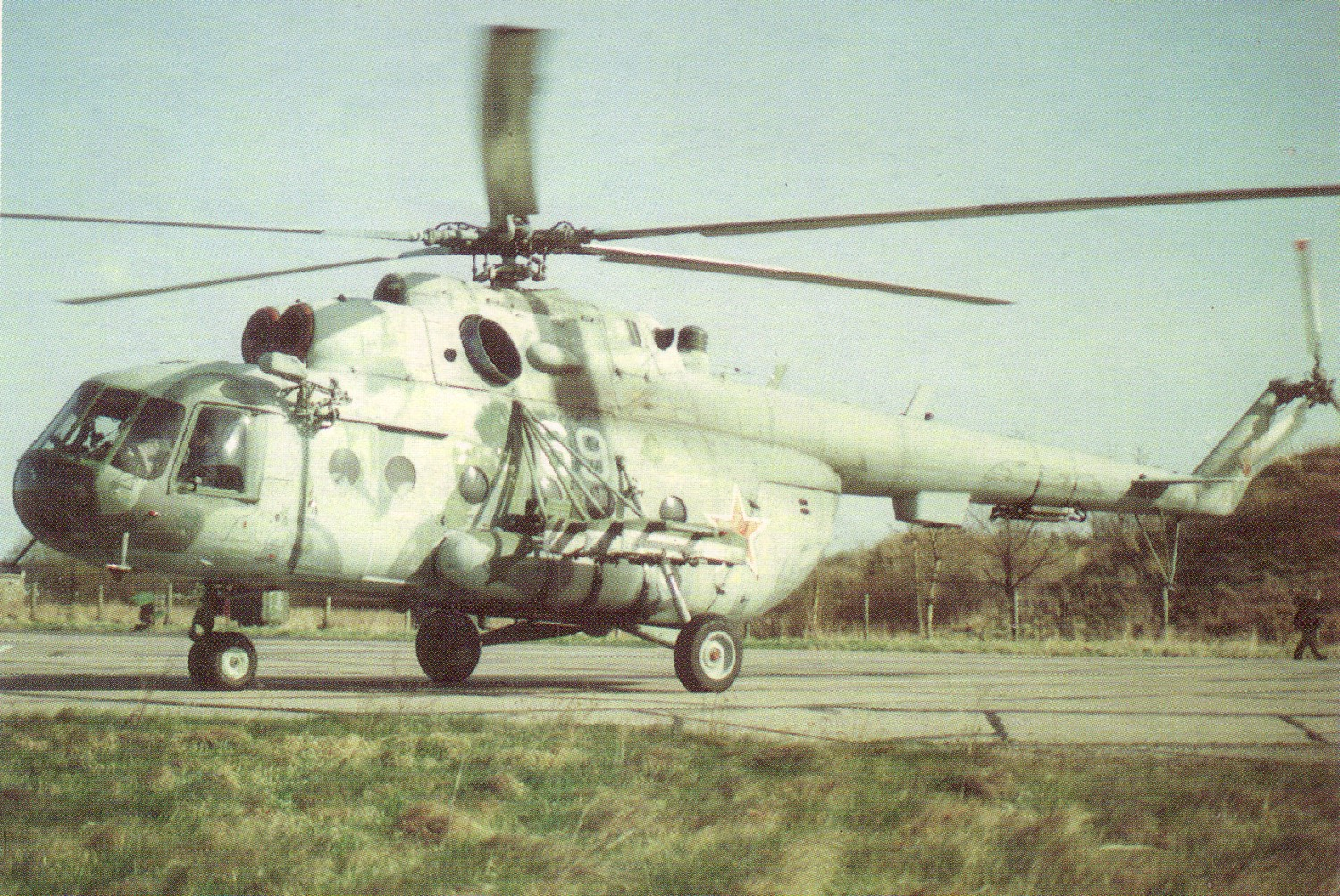
Elicopter sovietic Mil Mi-8T

205 bombardiere strategice
160 Tupolev Tu-95
15 Tupolev Tu-160
30 Miasișcev M-4
230 bombardiere medii
30 Tupolev Tu-22M
80 Tupolev Tu-16
120 Tupolev Tu-22
3,530 avioane de vânătoare
610 Su-27 Flanker
720 MiG-29 Fulcrum
700 MiG-23 Flogger
800 MiG-21 Fishbed
400 MiG-31 Foxhound
300 MiG-25 Foxbat
2,135 avioane de atac
630 Su-24 Fencer
535 Su-17 Fitter
130 Su-7 Fitter-A
500 MiG-27 Flogger-D
340 Su-25 Frogfoot
84 avioane cisternă
34 Il-76 Midas
30 Miasișcev M-4 'Molot' Bison
20 Tupolev Tu-16 Badger
40 AWACS
40 Beriev A-50 Mainstay
1,015 avioane de recunoaștere și de luptă electronică
50 Mikoyan-Gurevich MiG-21 Fishbed
170 Mikoyan-Gurevich MiG-25 Foxbat
190 Sukhoi Su-7R
235 Sukhoi Su-24 Fencer
200 Iak-28 Brewer
130 Tu-16 Badger
30 Tu-22M Backfire
10 Il-20 Coot
620 avioane de transport
45 Antonov An-124 'Ruslan' Condor
55 Antonov An-22 'Antey' Cock
210 Antonov An-12 Cub
310 Il-76 Candid
2,935 avioane civile și de transport, care au fost ușor transformate